# Đồng bằng lấn biển

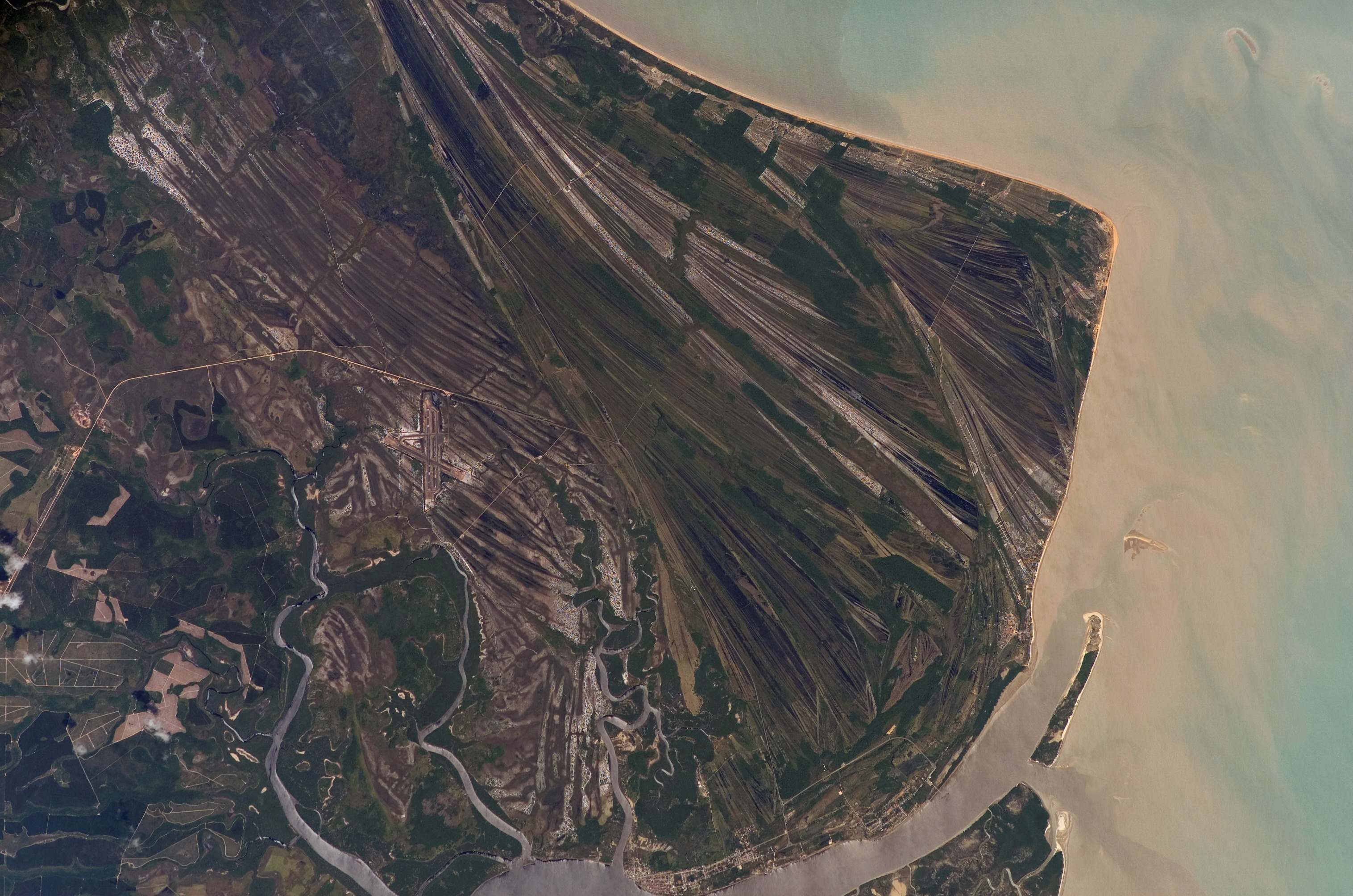
Đồng bằng lấn biển Caravelas thuộc bang Bahia, Brasil

Đồng bằng lấn biển là một đai cát rộng nằm dọc theo bờ biển, trên bề mặt là những gờ cát chạy song song hoặc bán song song ngăn cách nhau bởi các trũng lầy nông. Đồng bằng lấn biển khác với đảo chắn ở vài chỗ: (1) đồng bằng lấn biển không bị đầm phá hay bãi lầy triều ngăn cách với đường bờ biển và (2) nó không bị các lạch triều xuyên cắt qua. Nói chung, đồng bằng lấn biển được hình thành do quá trình tái phân phối trầm tích hạt thô ở cả hai phía của cửa sông do sóng biển và dòng chảy dọc bờ gây nên. Vì vậy đồng bằng lấn biển được xem là một loại châu thổ bị chi phối bởi sóng.

## Một số ví dụ
- Miền tây Louisiana, Hoa Kỳ
- Miền đông Texas, Hoa Kỳ
- Bờ biển phía tây Namibia
- Các bờ biển ở phía đông nam và tây nam nước Úc và vịnh Carpentaria